# Andrzej Bartkiewicz
Andrzej Bartkiewicz (24 oktober 1991) is een Pools voormalig wielrenner die in 2018 reed voor Team Hurom.
Op 8 november 2014 deed Bartkiewicz een poging het werelduurrecord te verbreken. Na een uur stond de kilometerteller echter op 47,618, waarmee hij het record dat in handen van Matthias Brändle was niet wist te breken. Wel brak hij het Pools record, dat sinds 1973 op naam stond van Mieczysław Nowicki.

## Overwinningen
2007
 Europees Jeugd Olympisch Festival, Tijdrit
2009
 Pools kampioen veldrijden, Junioren
2013
 Pools kampioen achtervolging, Elite
2014
2e etappe Bałtyk-Karkonosze-Tour

## Ploegen
- 2012 –  Wibatech-LMGK Ziemia Brzeska
- 2013 –  Team Wibatech-Brzeg
- 2014 –  Weltour-Guerciotti (tot 30-4)
- 2016 –  Wibatech Fuji
- 2017 –  Wibatech 7R Fuji
- 2018 –  Team Hurom

Aniołkowski · Bartkiewicz · Boets · Gutek · Kaczmarek · Kloc · Konieczny · Latoń · Manowski · Piaskowy · Vasyljoek